# Авиационные происшествия Аэрофлота 1975 года

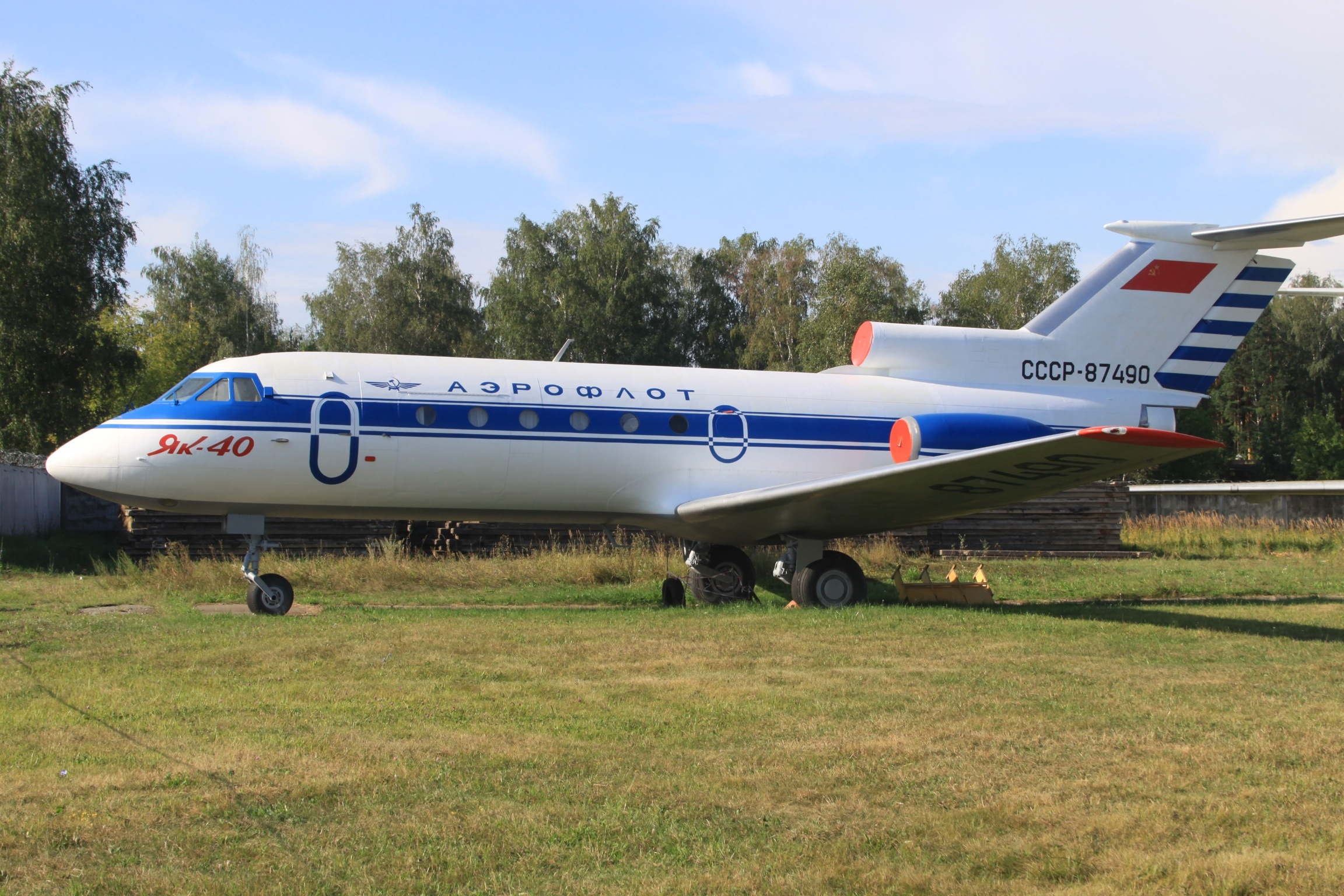
Як-40 предприятия «Аэрофлот»

Авиационные происшествия и инциденты, включая угоны, произошедшие с воздушными судами Министерства гражданской авиации СССР (Аэрофлот) в 1975 году.
В этом году крупнейшая катастрофа с воздушными судами предприятия «Аэрофлот» произошла 15 июля близ Батуми (Аджарская АССР), когда самолёт Як-40 при заходе на повторную посадку отклонился от трассы и врезался в гору, при этом погибли 40 человек (подробнее…).

## Список
Отмечены происшествия и инциденты, когда воздушное судно было восстановлено.
| Дата                  | Место                                                                    | ВС      | Бортовой номер | Управление          | Жертв | Описание | И      |
| --------------------- | ------------------------------------------------------------------------ | ------- | -------------- | ------------------- | ----- | --- | ------ |
| 1975 года             | н.д.                                                                     | Ан-2Р   | 09233          | Уральское           | 0/?   | Жёсткая посадка | [ 1 ]  |
| 1975 года             | Челябинск                                                                | Ил-18В  | 75717          | Латвийское          | 0/?   | При посадке не вышла одна из стоек шасси | [ 2 ]  |
| 16 января 1975 года   | Самныа                                                                   | Ан-2П   | 70417          | Украинское          | 12/12 | Столкновение с горой при полёте в СМУ | [ 3 ]  |
| 28 января 1975 года   | Запорожье                                                                | Як-40   | 87825          | Украинское          | 0/17  | Упал после взлёта из-за ошибок в пилотировании и неверной установки стабилизатора | [ 4 ]  |
| 1 февраля 1975 года   | Эвенкийский АО, 78 км С Ванавары                                         | Ан-2    | 41299          | Красноярское        | 2/2   | Столкновение в воздухе с неустановленным объектом | [ 5 ]  |
| 4 февраля 1975 года   | Самотлор, Нижневартовский район                                          | Ми-4    | 35283          | Таджикское          | 14/14 | Упал на лёд озера при полёте в метель (вероятно, ошибки в пилотировании) | [ 6 ]  |
| 8 февраля 1975 года   | ЯНАО, близ Салехарда                                                     | Ан-2    | 01529          | Казахское           | 2/2   | Упал на землю после отказа авиагоризонта в условиях облачности | [ 7 ]  |
| 10 февраля 1975 года  | близ Нальчика                                                            | Ми-1М   | 17961          | Северо-Кавказское   | 0/?   | Столкновение с землёй из-за дезориентации пилота над заснеженной местностью | [ 8 ]  |
| 12 февраля 1975 года  | Северный, Красноярск                                                     | Ил-18В  | 75801          | Московское          | 0/?   | Посадка до ВПП с повреждением шасси. Списан 31 августа 1976 года. | [ 9 ]  |
| 13 февраля 1975 года  | Нефтекумский район, 10 км ЮВ Затеречного                                 | Ка-26   | 19350          | Северо-Кавказское   | 2/2   | Столкновение с землёй из-за дезориентации пилота на малой высоте над заснеженной местностью | [ 10 ] |
| 13 февраля 1975 года  | Будённовский район, близ Будённовска                                     | Ка-26   | 19556          | Северо-Кавказское   | 0/2   | Столкновение с землёй из-за дезориентации пилота в условиях белой мглы | [ 11 ] |
| 21 февраля 1975 года  | Самотлор, Нижневартовский район                                          | Ми-4    | 38305          | Тюменское           | 5/5   | Упал на лёд озера после отказа муфты свободного хода | [ 12 ] |
| 7 марта 1975 года     | Алтайский район, 12,5 км В Алтайского                                    | Ан-2    | 55529          | Западно-Сибирское   | 12/15 | Столкновение с горой при полёте в СМУ | [ 13 ] |
| 7 марта 1975 года     | Аяно-Майский район, Северный Уй                                          | Ан-2    | 29356          | Дальневосточное     | 2/2   | Столкновение с горой из-за потери высоты в условиях турбулентности | [ 14 ] |
| 14 марта 1975 года    | Шилутский район                                                          | Ан-2    | 96276          | Литовское           | 1/2   | Столкновение с ЛЭП в ходе авиационно-химических работ | [ 15 ] |
| 15 марта 1975 года    | близ Перми                                                               | Ми-4    | 29041          | Уральское           | 0/?   | Разбился из-за воздушного хулиганства пилота | [ 16 ] |
| 17 марта 1975 года    | Нижнее Ёрнозеро, Мезенский район                                         | Ан-2    | 01247          | Архангельское       | 13/15 | Столкновение с деревьями после взлёта | [ 17 ] |
| 18 марта 1975 года    | Терней                                                                   | Ан-2    | 05655          | Дальневосточное     | 10/16 | Упал после взлёта из-за перегруза и смещения центровки (подробнее…) | [ 18 ] |
| 19 марта 1975 года    | Карайман, Красноводская область                                          | Ан-2    | 07533          | Туркменское         | 2/3   | Столкновение с землёй при развороте на недопустимо малой высоте | [ 19 ] |
| 24 марта 1975 года    | близ Печоры                                                              | Ми-8Т   | 25820          | Коми                | 0/?   | Столкновение с землёй при посадке из-за дезориентации экипажа и ошибок в пилотировании | [ 20 ] |
| 29 марта 1975 года    | Советский                                                                | Ан-2В   | 09281          | Уральское           | 0/?   | Разбился из-за перегруза | [ 21 ] |
| 1 апреля 1975 года    | Заполярный район, Песчанка, 63 км С Нижней Пеши                          | Ми-4    | 19159          | Архангельское       | 5/6   | Столкновение с землёй при заходе на посадку из-за ошибок в пилотировании | [ 22 ] |
| 2 апреля 1975 года    | Курск                                                                    | Ан-2    | 29374          | Центральных районов | 1/2   | После взлёта упал в лес из-за ошибок в пилотировании | [ 23 ] |
| 7 апреля 1975 года    | Чехов                                                                    | Ми-2    | 23865          | Центральных районов | 0/?   | Разбился после разрушения в полёте хвостового редуктора | [ 24 ] |
| 15 апреля 1975 года   | Омск                                                                     | Ан-2    | 70177          | Казахское           | 13/14 | Упал после взлёта из-за застопоренных рулей направления и высоты | [ 25 ] |
| 25 апреля 1975 года   | Полтава                                                                  | Ан-24РВ | 46476          | Украинское          | 0/11  | Столкновение с землёй до ВПП при заходе на посадку из-за снижения под глиссаду | [ 26 ] |
| 28 апреля 1975 года   | Огарёвка, Узловский район                                                | Ан-2    | 50512          | Центральных районов | 2/2   | Сваливание во время полёта и падение на землю по неустановленной причине (вероятно, потеря управления, либо ошибки при выполнении вынужденной посадки)                                             | [ 27 ] |
| 30 апреля 1975 года   | близ Тамбова                                                             | Ан-2    | 06444          | Центральных районов | 0/2   | Столкновение с землёй в ходе авиационно-химических работ из-за отвлечения пилота | [ 28 ] |
| 11 мая 1975 года      | Селенга                                                                  | Ми-4    | 29058          | Восточно-Сибирское  | 4/5   | Выполняя поисково-съёмочные полеты упал на землю после вероятного падения мощности двигателя из-за отказа регулятора смеси                                                                         | [ 29 ] |
| 11 мая 1975 года      | Сыктывкар                                                                | Ми-2    | 20151          | Коми                | 0/?   | Разбился после взлёта из-за отрыва хвостового винта | [ 30 ] |
| 12 мая 1975 года      | Беринговский, Анадырский район                                           | Ми-2    | 15798          | Дальневосточное     | 0/?   | Столкновение с землёй при полёте в условиях снегопада | [ 31 ] |
| 14 мая 1975 года      | Южный Тихий океан, 2200 км В Новой Зеландии (40°07′ ю. ш. 156°14′ з. д.) | Ка-26   | 19509          | Украинское          | 2/2   | Обслуживал китобойную базу «Советская Украина»; упал в океан после отрыва лопасти несущего винта.                                                                                                  | [ 32 ] |
| 14 мая 1975 года      | Уральские горы, Свердловская область                                     | Ми-1М   | 17806          | Уральское           | 0/?   | Уклоняясь от столкновения с птицами зацепил скалу | [ 33 ] |
| 18 мая 1975 года      | близ Биробиджана                                                         | Ан-2    | 70426          | Дальневосточное     | 0/?   | Разбился после остановки двигателя из-за попадания воздуха в топливную систему | [ 34 ] |
| 19 мая 1975 года      | Енисей, близ Дудинки                                                     | Ми-1М   | 70426          | Дальневосточное     | 2/2   | Столкновение со льдом при посадке из-за ошибок в пилотировании (вероятно, выполнялась вынужденная посадка)                                                                                         | [ 35 ] |
| 19 мая 1975 года      | Местиа                                                                   | Ан-2    | 07960          | Грузинское          | 0/?   | Столкновение с землёй после попадания в нисходящий воздушный поток | [ 36 ] |
| 20 мая 1975 года      | н.д.                                                                     | Ан-2Т   | 43908          | Якутское            | 0/?   | Повреждён при посадке | [ 37 ] |
| 23 мая 1975 года      | Казачинское                                                              | Ми-2    | 23996          | Восточно-Сибирское  | 2/2   | Разбился после остановки двигателей из-за истощения топлива | [ 38 ] |
| 8 июня 1975 года      | Новый Уоян                                                               | Ми-6    | 21855          | Якутское            | 0/7   | Пожар на борту из-за воспламенение паров топлива при посадке | [ 39 ] |
| 14 июня 1975 года     | Винницкая область                                                        | Ка-26   | 19314          | Украинское          | 0/?   | Столкновение с ЛЭП после потери высоты из-за ошибок в пилотировании | [ 40 ] |
| 16 июня 1975 года     | Филоновская, Новоаннинский район                                         | Ан-2    | 49399          | Северо-Кавказское   | 2/2   | Столкновение с землёй в ходе авиационно-химических работ из-за ошибок в пилотировании (на месте второго пилота сидела пассажирка)                                                                  | [ 41 ] |
| 17 июня 1975 года     | Теликоль, Чиилийский район                                               | Ан-2Р   | 23645          | Таджикское          | 3/3   | Столкновение с землёй в ходе авиационно-химических работ из-за ошибок в пилотировании | [ 42 ] |
| 19 июня 1975 года     | близ Кзыл-Орды                                                           | Ми-2    | 20340          | Казахское           | 0/?   | Разбился после отказа двигателя | [ 43 ] |
| 19 июня 1975 года     | Анадырский район, близ Маркова                                           | Ан-2    | 41932          | Магаданское         | 0/?   | Столкновение с землёй из-за снижения под безопасную высоту при полёте в СМУ | [ 44 ] |
| 20 июня 1975 года     | близ Хабаровска                                                          | Ми-1М   | 14854          | Дальневосточное     | 0/?   | Зацепил землю при крутом развороте на малой высоте | [ 45 ] |
| 28 июня 1975 года     | близ Караганды                                                           | Ан-2    | 02132          | Киргизское          | 0/?   | Столкновение с землёй при полёте на малой высоте | [ 46 ] |
| 28 июня 1975 года     | близ Кишинёва                                                            | Ми-2    | 15708          | Молдавское          | 0/?   | При полёте над полем под безопасной высотой попал в зону действия дождевальной установки; из-за большого объёма поступившей внутрь воды остановились двигатели, после чего вертолёт упал на землю. | [ 47 ] |
| 1 июля 1975 года      | близ Херпучей                                                            | Ми-4    | 14154          | Дальневосточное     | 0/?   | Сгорел после посадки из-за воспламенения выхлопными газами травы на площадке | [ 48 ] |
| 10 июля 1975 года     | Горно-Алтайская АО, близ Балыкчи                                         | Ми-2    | 14154          | Западно-Сибирское   | 0/?   | Опрокинулся при посадке из-за ошибок в пилотировании | [ 49 ] |
| 14 июля 1975 года     | Мая, Джигда                                                              | Ми-4    | 35256          | Дальневосточное     | 1/8   | Столкновение с телефонно-телеграфными проводами над рекой при снижении под безопасную высоту | [ 50 ] |
| 15 июля 1975 года     | Аджарская АССР, близ Батуми                                              | Як-40   | 87475          | Армянское           | 40/40 | Столкновение с горой при заходе на второй круг (подробнее…) | [ 51 ] |
| 15 июля 1975 года     | Ярцево                                                                   | Ми-4    | 28977          | Красноярское        | 0/?   | Столкновение с землёй после взлёта с попутным ветром | [ 52 ] |
| 19 июля 1975 года     | близ Душанбе                                                             | Ми-4    | 31509          | Таджикское          | 0/?   | Разбился после отказа двигателя | [ 53 ] |
| 23 июля 1975 года     | Пушкинский район, 12 км от Пушкина                                       | Ан-2    | 32140          | Азербайджанское     | 3/3   | Столкновение с птицами при облёте полей | [ 54 ] |
| 23 июля 1975 года     | близ Термеза                                                             | Ан-2Р   | 70235          | Таджикское          | 0/?   | Разбился при выполнении авиационно-химических работ | [ 55 ] |
| 25 июля 1975 года     | Николаевский район, 22 км СЗ Николаевска-на-Амуре                        | Ми-6А   | 21132          | Дальневосточное     | 11/11 | Упал на землю из-за пожара на борту, вызванного разрушением редуктора | [ 56 ] |
| 29 июля 1975 года     | Ольховка, Новодеревенский район                                          | Ка-26   | 24090          | Центральных районов | 3/3   | Столкновение с ЛЭП при полёте нетрезвого пилота на малой высоте над железной дорогой | [ 57 ] |
| 3 августа 1975 года   | Кирсово, Комратский район                                                | Ан-2    | 32477          | Молдавское          | 2/4   | Столкновение с препятствиями в ходе авиационно-химических работ из-за отвлечения пилотов | [ 58 ] |
| 9 августа 1975 года   | 28 км З Багдарина                                                        | Ил-14М  | 52056          | Ленинградское       | 11/11 | Столкновение с горой при заходе на посадку | [ 59 ] |
| 15 августа 1975 года  | близ Красноводска                                                        | Як-40   | 87323          | Азербайджанское     | 23/38 | Столкновение с горой пи заходе на посадку из-за потери высоты в условиях турбулентности (подробнее…)                                                                                               | [ 60 ] |
| 30 августа 1975 года  | Малые Хутора, Краснопольский район                                       | Ан-2Р   | 70506          | Белорусское         | 4/4   | При крутом развороте из-за ошибок пьяного экипажа перешёл в сваливание и упал на землю | [ 61 ] |
| 30 августа 1975 года  | Толмачёво, Новосибирск                                                   | Ту-104Б | 42472          | Восточно-Сибирское  | 0/?   | Грубая посадка с разрушением правой опоры шасси; списан 30 декабря 1976 года. | [ 62 ] |
| 30 августа 1975 года  | близ Магадана                                                            | Ми-8    | 25824          | Магаданское         | 0/?   | Разбился при полёте в СМУ | [ 63 ] |
| 10 сентября 1975 года | Красноярский край, близ Дудинки                                          | Ми-2    | 20336          | Красноярское        | 0/?   | Опрокинулся при вынужденной посадке на местности после отказа указателя давления масла в двигателе                                                                                                 | [ 64 ] |
| 11 сентября 1975 года | Нижневартовский район, близ Соснового Бора                               | Ми-4    | 20336          | Красноярское        | 2/8   | Столкновение с деревьями при вынужденной посадки на лес в условиях истощения топлива | [ 65 ] |
| 15 сентября 1975 года | Малый Ямантау, близ Инзера                                               | Ан-2    | 35501          | Уральское           | 6/6   | Столкновение с горой из-за потери высоты после попадания в нисходящий воздушный поток | [ 66 ] |
| 17 сентября 1975 года | Чукотский АО, близ Мыса Шмидта                                           | Ми-4    | 02285          | Магаданское         | 0/?   | Пожар на борту во время полёта при перекачке топлива из перевозимых бочек | [ 67 ] |
| 18 сентября 1975 года | Туруханский район, близ Мундуйского озера                                | Ан-2В   | 98302          | Красноярское        | 3/3   | Столкновение с сопкой после спрямления маршрута и снижения под безопасную высоту | [ 68 ] |
| 18 сентября 1975 года | Хабаровский край, Сунтар-Хаята, близ Юдомы                               | Ми-4    | 19179          | Дальневосточное     | 0/?   | При пролёте перевала Сунтар зацепил из-за турбулентности несущим винтом скалу и упал на горный склон                                                                                               | [ 69 ] |
| 6 октября 1975 года   | Победилово, Киров                                                        | Як-40   | 87328          | Уральское           | 0/32  | Вынужденная посадка на местности после взлёта из-за падения мощности всех двигателей | [ 70 ] |
| 15 октября 1975 года  | , Коржова, Криулянский район                                             | Ка-26   | 19108          | Молдавское          | 1+0/1 | Опрокинулся при посадке, при этом обломком лопасти убило одну из находившихся на площадке работниц                                                                                                 | [ 71 ] |
| 22 октября 1975 года  | Новгород, проспект Карла Маркса                                          | Як-40   | 87458          | Латвийское          | 5+6/6 | Столкновение с домами при заходе на посадку из-за преждевременного снижения (подробнее…) | [ 72 ] |
| 13 ноября 1975 года   | близ Нижнеангарска                                                       | Ан-2    | 49280          | Восточно-Сибирское  | 0/?   | Столкновение с землёй при полёте в СМУ на высоте, ниже безопасной | [ 73 ] |
| 17 ноября 1975 года   | Апшара, 25 км СВ Гали (42°49′50″ с. ш. 41°53′15″ в. д.)                  | Ан-24РВ | 46467          | Северо-Кавказское   | 38/38 | Столкновение с горой при заходе на посадку (подробнее…) | [ 74 ] |
| 20 ноября 1975 года   | 12 км З Харькова (49°55′ с. ш. 36°07′ в. д.)                             | Ан-24Б  | 46467          | Белорусское         | 19/50 | Столкновение с деревьями при заходе на посадку (подробнее…) | [ 75 ] |
| 23 ноября 1975 года   | близ Кишинёва                                                            | Ми-2    | 15777          | Молдавское          | 0/?   | Разбился при самовольном вылете | [ 76 ] |
| 25 ноября 1975 года   | Мамско-Чуйский район, близ Мамы                                          | Ми-4    | 29072          | Восточно-Сибирское  | 1/7   | Врезался в лёд реки Мама после потери высоты в условиях снегопада и частично затонул | [ 77 ] |
| 10 декабря 1975 года  | Волгоградская область, близ Серафимовича                                 | Ан-2    | 23691          | Северо-Кавказское   | 0/?   | Столкновение с землёй при полёте в СМУ на высоте, ниже безопасной | [ 78 ] |
| 15 декабря 1975 года  | Фергана                                                                  | Ан-12Б  | 11005          | Якутское            | 0/?   | Преждевременная уборка шасси при взлёте | [ 79 ] |
| 23 декабря 1975 года  | Октябрьский район, пойма Оби, 12 км Ю Шеркал                             | Ми-1М   | 68121          | Тюменское           | 3/3   | Упал на землю из-за дезориентации пилота в условиях метели | [ 80 ] |